# كلير جونستون (كاتبة)
كلير جونستون (بالإنجليزية: Claire Johnston)‏ هي كاتِبة بريطانية، ولدت في 1940، وتوفيت في 1987.